# Santana Motor
La Santana Motor S.A. era un'azienda spagnola che produceva automobili fuoristrada a Linares nella provincia di Jaén.

## Storia
Originariamente fu creata come "Metalúrgica de Santa Ana" per fabbricare macchinari agricoli.
Presto però iniziò a produrre su licenza i modelli della Land Rover (i modelli Serie 88/109). Nel 1983 la Land Rover in preda a problemi economici cancella la sua partecipazione nella Santana Motor e la casa spagnola acquista le licenze per la produzione di fuoristrada commercializzandoli sul mercato locale sotto la denominazione Santana 2500.

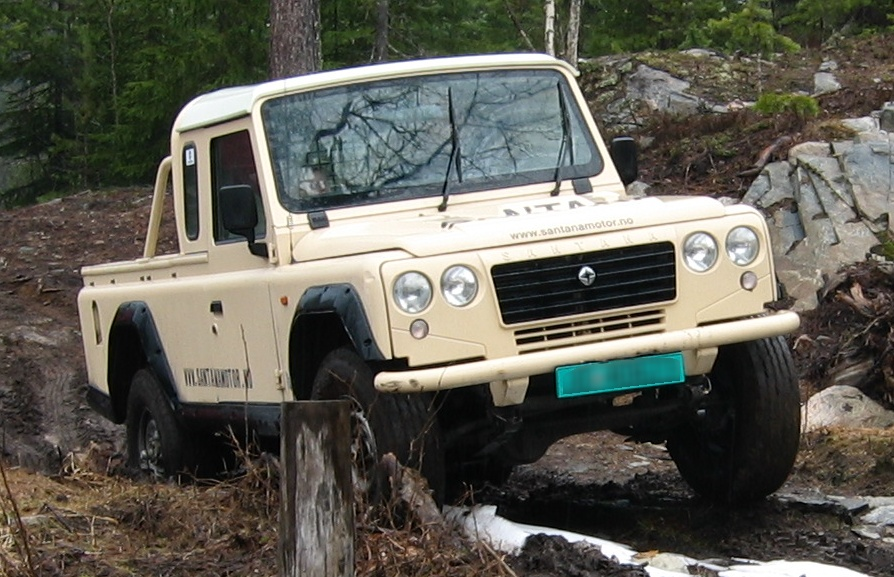
Santana PS10

La Santana, data l'obsolescenza dei mezzi che produceva, fece dopo alcuni anni un accordo con la Suzuki. Infatti i primi modelli del Suzuki SJ e successivamente del Suzuki Samurai destinati al mercato europeo venivano assemblati in Spagna dalla Santana Motors su licenza della Suzuki, per poter ottenere lo status di "Prodotto comunitario" ed evitare le restrizioni introdotte in Europa ai modelli automobilistici nipponici, il nome utilizzato in quel periodo per questi modelli fu inizialmente “Land Rover Santana”, poi Santana Suzuki SJ" e "Santana Suzuki Samurai. La collaborazione continuò anche per il Suzuki Vitara e per il recente Jimny che però non avevano il logo Santana. La Santana ha stretto anche una joint-venture con il gruppo francese PSA per la fornitura di motorizzazioni a gasolio 1.6 HDi da 90 cavalli.
Nel 2007 viene stipulato un accordo con l'italiana Iveco per la produzione di una gamma di fuoristrada derivati dal telaio del modello PS-10 Anibal, discendente diretto del Santana 2500. Gli Iveco Massif e Campagnola sono poi stati commercializzati brevemente in tutta Europa.

## Liquidazione
Il 29 aprile 2011 la giunta dell'Andalusia, proprietaria dell'azienda, ha comunicato di aver iniziato la procedura di liquidazione.
Disolución
En cumplimiento de lo establecido en el artículo 369 del Real Decreto
Legislativo 1/2010, de 2 de julio, por el que se aprueba el texto refundido de la
Ley de Sociedades de Capital, y concordantes del Reglamento del Registro
Mercantil, se hace público que con fecha 29 de abril de 2011, la Junta General
de Extraordinaria de Accionistas de la sociedad “SANTANA-MOTOR, S.A.,
en Liquidación”, ha acordado la disolución de la misma e inicio del periodo de
liquidación.»

## Modelli (parziale)
- Santana Serie II 1958-62
- Santana Serie IIa 1962-1974
- Santana Serie III 1974-1979

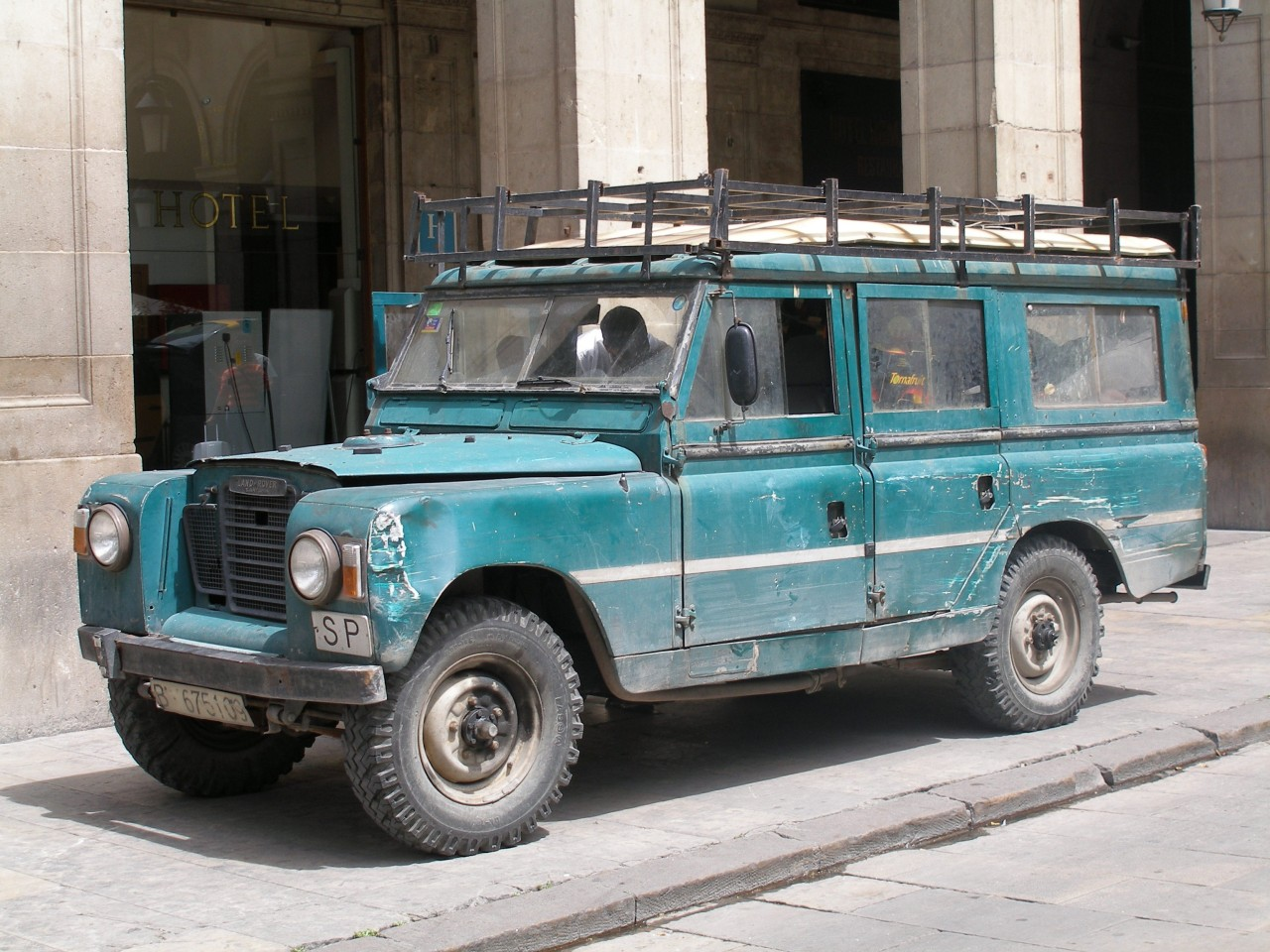
Santana Serie III

- Santana Serie IIIa 1979-1983 (Land Rover Serie III, più 75 CV con motore turbo 2.25 Diesel)
- Santana Serie IV (Santana 2.500) 1983-1994
- Santana 1300 Forward Control 1967-1978 (Land Rover Serie IIa/IIb Forward Control)
- Santana 2000 Forward Control 1978-?   (Land Rover 101 Forward Control)
- Santana Militar 1969-? (Land Rover military vehicle - the Lightweight)
- Santana Ligero 1980-?
- Santana Cazorla 1982-?
- Santana Anibal / Santana PS-10, su base Land Rover 109
- Santana 300/350,  copia della Suzuki Vitara sotto licenza
- Suzuki SJ
- Suzuki Samurai
- Suzuki Jimny
- Suzuki Vitara
- Iveco Massif, join-venture Iveco, ex Santana PS-10

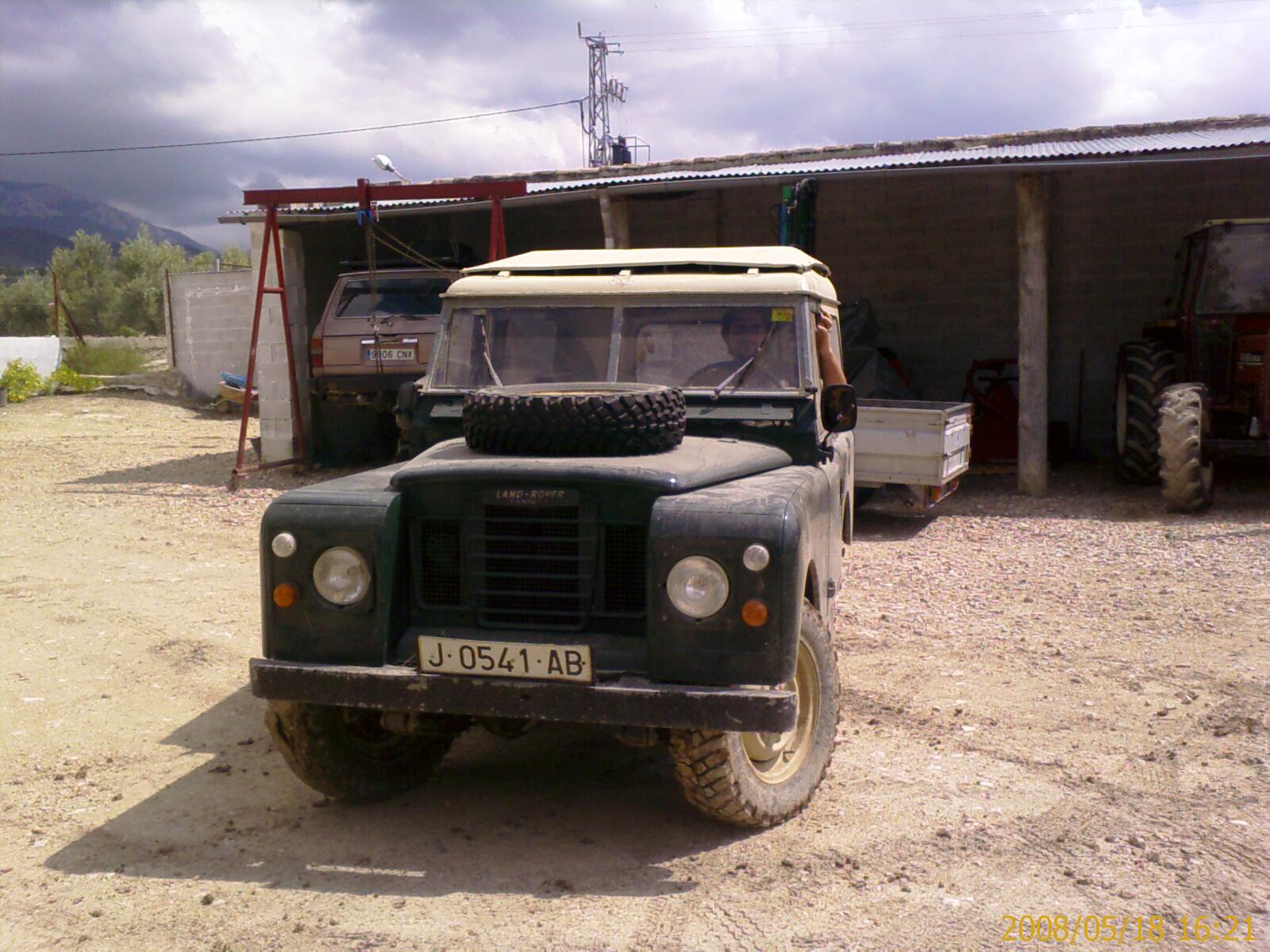
Land Rover Santana 88", 1972
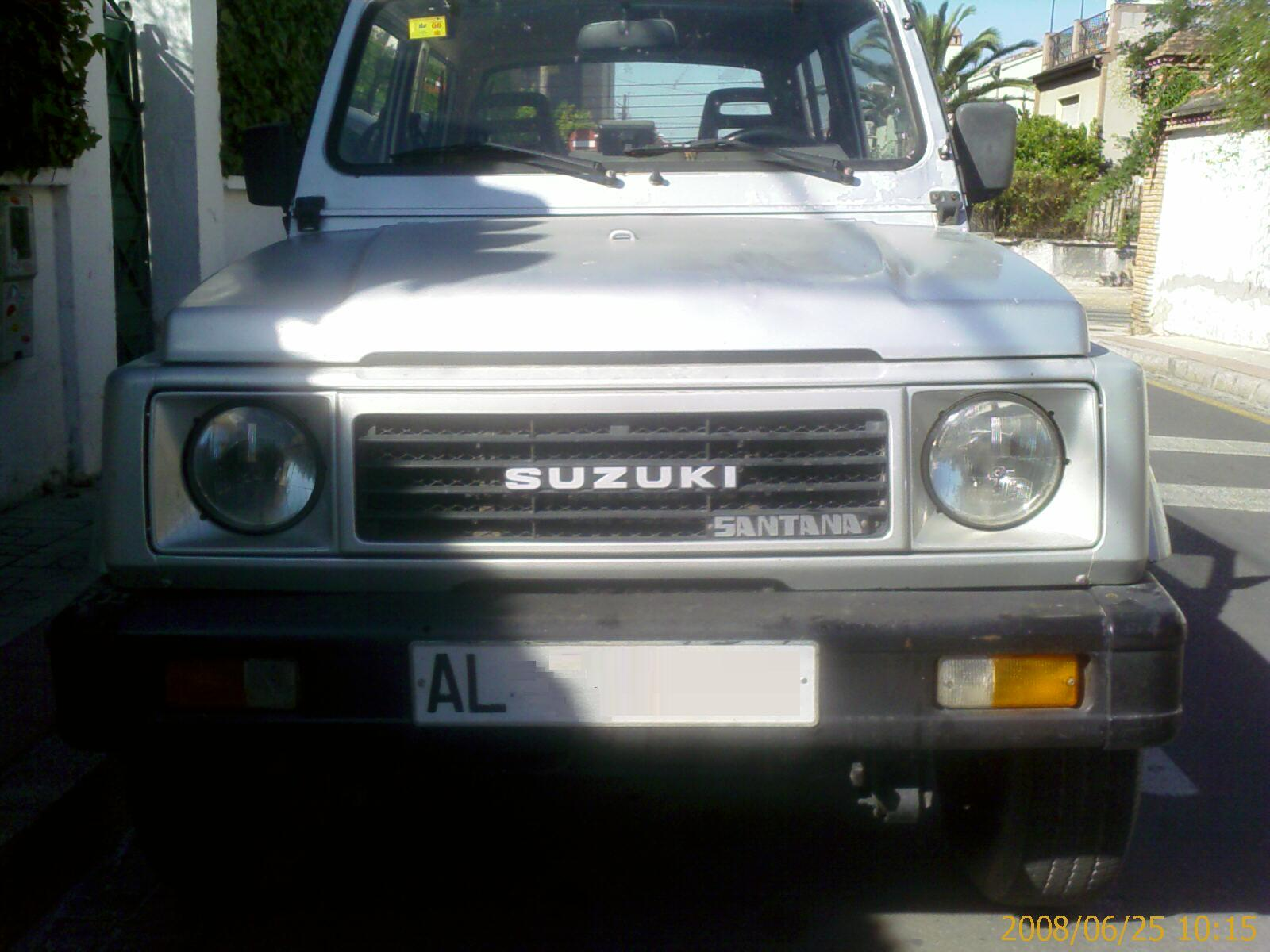
Suzuki Samurai 1.3 prodotta da Santana
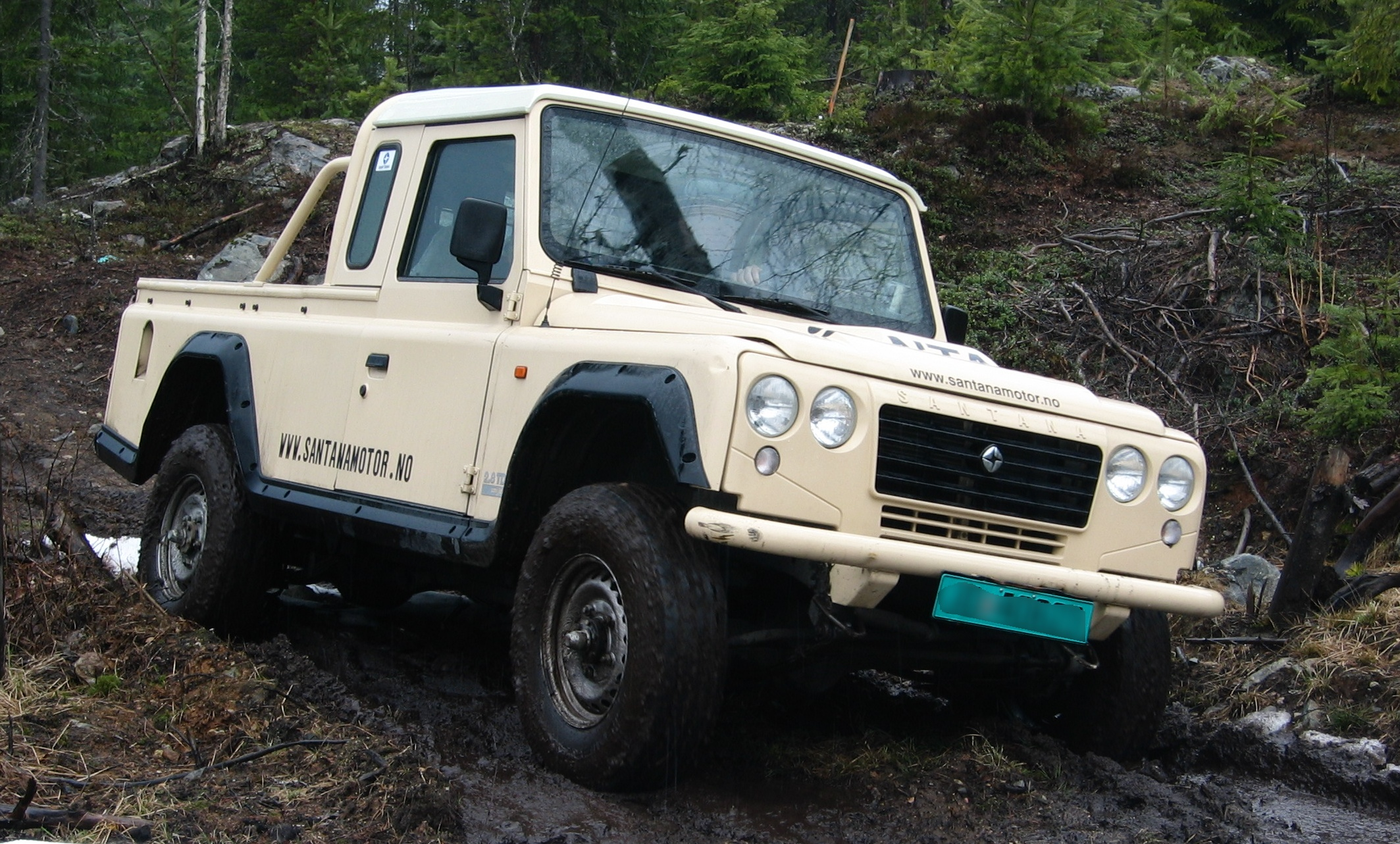
Santana PS-10
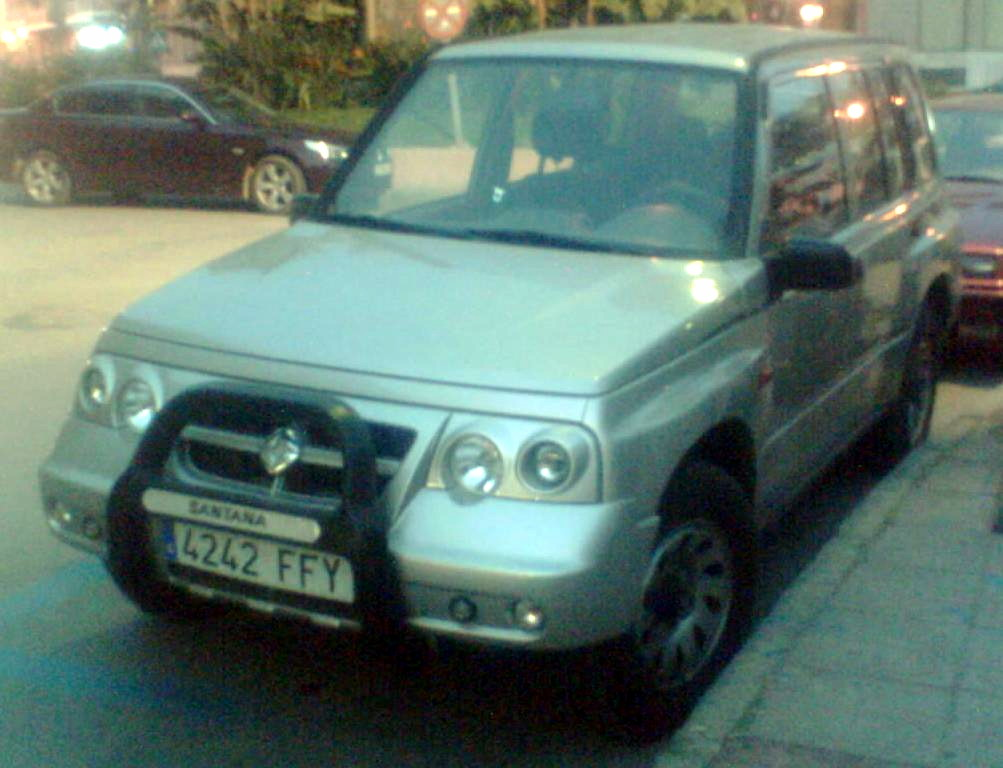
Santana 350